# Voccawind
Voccawind ist ein Gemeindeteil des Marktes Maroldsweisach im unterfränkischen Landkreis Haßberge in Bayern.

## Geographie
Das Straßendorf liegt im nordöstlichen Teil des Landkreises Haßberge im oberen Weisachgrund am südlichen Fuß des Zeilbergs. Durch den Ort führt die Bundesstraße 279 von Breitengüßbach nach Bad Neustadt an der Saale. Eine Straße verbindet Voccawind mit Marbach.

## Geschichte
Eine 1982 gefundene jungsteinzeitliche Axt belegt, dass Bandkeramiker 3000 Jahre vor Christigeburt in der Gemarkung lebten und Ackerbau betrieben. Die Gründung des Dorfes erfolgte wohl um 800, als sich unter einem fränkischen Grundherrn Wenden ansiedelten. Der Ortsname bezieht sich wohl auf den Grundherrn „Vocco“.
Die erste urkundliche Erwähnung war in einem Lehensbuch aus den Jahren 1322/1333 als „Vockenwinder“, ein Dienstmann von Wolfram Wolfskeel von Grumbach,  Fürstbischof des Hochstifts Würzburg, den Zehnt zu Reutersbrunn erhielt. 1364 wurde Nicolaus Vockenwinder als Lehensherr genannt.
1456 erwarb Jörg von Stein zu Altenstein den Zehnt von Vockenwind. Die folgenden rund 350 Jahre besaßen die Herren von Stein die Dorfherrschaft. 1541 wurde Wilhelm von Stein mit dem Dorf belehnt.
Anfang des 18. Jahrhunderts wurde Georg Karl von Stein Herr des Dorfes mit zwölf Untertanen. Zusätzlich bestand noch ein Würzburgisch-Eberner-Pfarrlehen. Um 1800 lebten in Voccawind zwölf Familien. Als Handwerker gab es unter anderem einen Ziegelbrenner, einen Wagner und einen Schneider. Schulden zwangen die Brüder Carl Franz und Christoph Franz von Stein ihr Gut Voccawind im Jahr 1810 an Franz Konrad von Schrottenberg, einen Bamberger Geheimrat und Hofmarschall, zu verkaufen. 1820 wurde das Dorf, das 126 Einwohner hatte, dem Patrimonialgericht in Marbach zugeordnet. Freiherr Joseph Heinrich von Schrottenberg wurde Stammvater der Voccawinder Linie.
Im Königreich Bayern wurde Voccawind 1862 in das neu geschaffene Bezirksamt Ebern eingegliedert. 1871 zählte das Dorf 124 Einwohner und 27 Wohngebäude. Eine evangelische Schule bestand im Ort im Jahr 1836. Der Unterricht fand anfangs im jährlichen Wechsel mit dem drei Kilometer entfernten Allertshausen statt. 1884 errichtete die Gemeinde ein neues Schulhaus, in dem ab 1906 eine selbständige Schule untergebracht war.
Im Jahr 1900 zählte die Landgemeinde, bestehend aus dem Dorf und Voccawindermühle, 151 Einwohner, von denen 127 evangelisch waren, und 29 Wohngebäude. Die zuständige evangelisch-lutherische Pfarrei war im 1,5 Kilometer entfernten Maroldsweisach, die katholische Pfarrei im 8,0 Kilometer entfernten Pfarrweisach und die katholische Schule im 1,5 Kilometer entfernten Geroldswind. 1925 zählte das Dorf 152 Personen in 29 Wohngebäuden.
1950 standen in dem Dorf 35 Wohngebäude mit 251 Einwohnern. Im Jahr 1970 zählte Voccawind 213, 1987 einschließlich Voccawindermühle 200 Einwohner sowie 41 Wohnhäuser mit 48 Wohnungen. Am 1. Juli 1972 wurde der Landkreis Ebern in der Gebietsreform aufgelöst und Voccawind kam zum neuen Haßberg-Kreis. Am 1. Mai 1978 folgte die Eingliederung der Gemeinde nach Maroldsweisach.
Freiherr Johann von Schrottenberg verpachtete Anfang des 20. Jahrhunderts 90 Hektar auf dem Zeilberg an die Bayerische Hartstein AG für den Abbau von Basalt. Das Basaltwerk zählte Mitte der 1910er Jahre 120 Mitarbeiter. Ende der 1940er Jahre produzierte der Betrieb täglich 1000 Tonnen Schotter, der größtenteils über die 1897 eröffnete Bahnstrecke Breitengüßbach–Maroldsweisach abtransportiert wurde. Dazu bestand am Bahnhof ein Schotterwerk, das über eine Seilbahn mit dem Steinbruch verbunden war. 1979 wurde der Abbau eingestellt. 1948 errichtete die Innere Mission ein Erziehungsheim auf dem Zeilberg, das 1954 erweitert wurde und bis in die 1970er Jahre bestand. Es hatte etwa 50 Plätze für Jugendliche ab 14 Jahren. Diese mussten unter anderem im Basaltsteinbruch arbeiten. Das Erziehungsheim galt als besonders grausam.